# ハッジ・アリ
ハッジ・アリ（英: Hadji Ali, アラビア語: حاج علي）(c. 1887–92 – 1937年11月5日) はパフォーマンスアーティスト。飲み込んだ水を口から噴水のように遠くまで吐き出すパフォーマンスで知られる。飲み込んだ複数のハンカチを、観客がリクエストした順に取り出すこともできた。

## 略歴

### デビュー前
ハッジ・アリの生年は、多くの書籍で1892年 (頃)、とされている。しかし、ハッジ・アリの娘が死後に「まだ49歳で亡くなった」と語っており、その証言が確かであれば1887年か1888年の生まれということになる。以下、この記事での西暦は1887年生まれと仮定して記述する。
生まれたのはエジプトで、労働者階級の家庭と考えられている。ただしアメリカの書籍Vaudeville, Old & New: An Encyclopedia of Variety Performers in Americaによれば、ハッジ・アリは芸名と考えられ、エジプト出身というのも証拠がないとされている。
有名になるまでの情報は、取材に対して本人が答えたものがほとんどである。
ハッジ・アリが10歳の時（1897年頃）、ナイル川で泳いでいた時に大量の水を飲みこみ、それをクジラのように噴き出すことが自然にできるようになったという。ハッジ・アリは練習を重ねて磨きを重ねた。これは1926年5月にナイアガラフォールズのセントメアリーズ病院で行われた演技で聴衆に答えたものである。10歳という年齢は1937年にオーストラリア公演中にThe Morning Bulletinのインタビューに答えたものである。
彼の娘アルミナの話はさらに劇的になっている。ハッジ・アリが7歳の時、ナイル川で水浴びをしていた時に、うっかり魚と大量の水を飲みこんだ。周りの人はハッジ・アリが死ぬかと思ったが、本人はただ液体と魚を吐き出しただけで体調に異常はなかったという。

### デビューとヨーロッパ公演

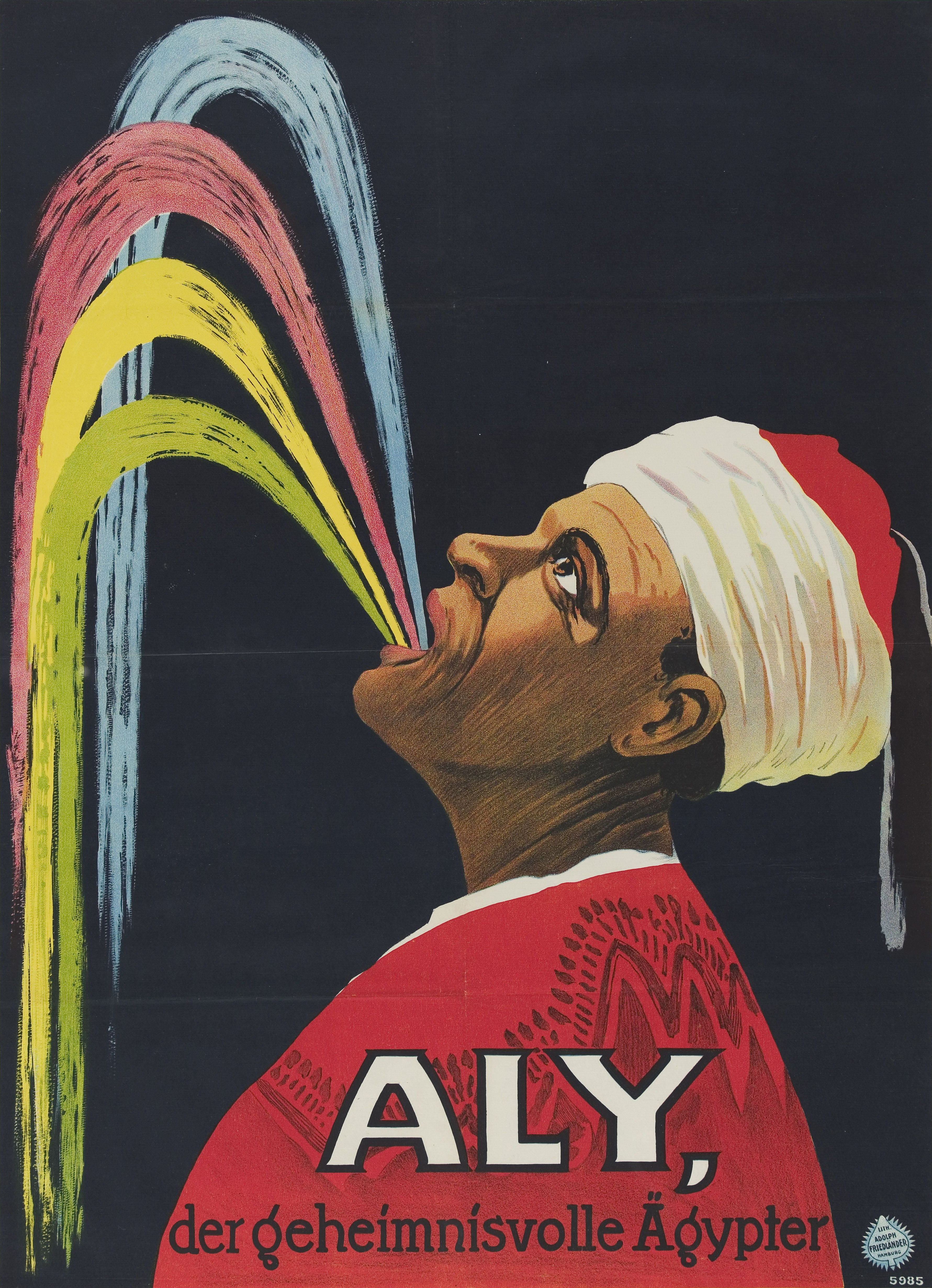
1913年にドイツの画家アドルフ・フリードレンダーが書いたポスター。ドイツ語で「アリ、謎のエジプト人」と書かれている。

ハッジ・アリが15歳の時（1902年頃）、道を横切るような大きな「噴水」を披露していたところ、見かけたカフェの店主がコインを手渡し、自分のカフェの客を楽しませてほしいと頼み、それをきっかけにプロになることを目指したという。
ハッジ・アリはエジプトの首都カイロに移ってパフォーマンスを披露していたところ、イタリア人男性から声をかけられ、活動の場をヨーロッパに移すことに決めた。ハッジ・アリは契約に基づいてヨーロッパ全土のミュージックホールで公演した。1914年頃にはロシアのサンクトペテルブルクの冬宮殿で皇帝ニコライ2世の前で演技したという。ハッジ・アリはこの際に特別な勲章を授与されたと後に語っている。
第一次世界大戦が終わると、ハッジ・アリは独立して活動を始めた。世界中で公演しながら、新たな技を習得していった。

### アメリカ公演

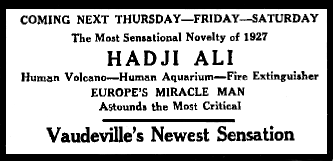
マサチューセッツ州のThe North Adams Evening Transcriptに掲載された広告。「次の木曜日、金曜日、土曜日に登場する1927年で最もセンセーショナルな新芸人ハッジ・アリ。またの名を人間火山、人間水族館、人間消火器。ヨーロッパの奇跡の男が究極の演技であなたを驚かす。」

ハッジ・アリは娘のアルミナと共に1920年代半ばにアメリカに渡った。アルミナをアシスタントとして、見本市、カーニバル、ヴォードヴィルなどで演技した。"Hadji Ali & Co."の名で興行したり、娘アルミナを「プリンセス」として興行したりすることもあった。ハッジ・アリは別名として、わかっているだけでも「エジプトの奇跡の男」、「驚異の消化器」、「エジプトの謎男」、「人間水族館」、「人間活火山」、「世界九番目の不思議（「世界八番目の不思議」のもじり）などを使用している。
当時のハッジ・アリの風貌は「大柄で、樽のような胸で、ひげを生やした男性で、アラブの衣装を着た印象的な人物」と評されている。
ハッジ・アリは多くの言葉を話し、米国に帰化していたが、英語を話せず読み書きもできなかったため、娘のアルミナが通訳を務めたと伝えられている。当時人気女優となりつつあったジュディ・ガーランドはハッジ・アリのファンを公言しており、そのほかにもハッジ・アリは多くのファンを持っていた。
ある程度の名声を得た後は、元エチオピア空軍の航空技術者として各種の売り込みをしていたヒューバート・ジュリアンをマネージャーとした。ジュリアンはハッジ・アリが死去した際に「彼はアメリカで大金を稼いでいた――時には週に1000ドルも稼いでいた。私はここ[ヨーロッパ]で彼を育て、大陸ツアーを手配した」とコメントしている。（米国消費者物価指数で換算すると、当時の1000ドルは2025年の価値で21,200ドルに相当する。）

### 死去と遺体の行方
ハッジ・アリは1937年11月5日にイングランドのウルヴァーハンプトンで気管支炎の発作中の心不全により亡くなった。
生前のハッジ・アリの公演ポスターには「ロックフェラー医学研究センターが遺体に5万ドルを提示している男」などの文言が書かれていた。ハッジ・アリの死後に、遺体には高値が付くだろうとの噂が流れた。ロックフェラー医学研究センターのマネージャーも1937年12月のインタビューで「売り込みの話は来ていないが、我々としても非常に興味を持っている」と答えている。
娘のアルミナとマネージャーのジュリアンは、ハッジ・アリの遺体を客船クイーン・メリーで米国に運搬した。ジュリアンはハッジ・アリをエジプトの王族であると説明した。ニューヨーク・ポスト紙は1937年11月29日の記事として、「ジュリアン大佐はエジプトのアレマニ・アリ王女の従者の称号を得て、王女と共に今日米国に到着した。この遺体は調査のためメリーランド州のジョンズ・ホプキンズ大学に運ばれる予定である。その後遺体はエジプトに移送され、霊廟に埋葬される予定である」と報じている。しかし、12月11日付のThe Afro-Americanは、ジョンズ・ホプキンズ大学の関係者がその申し出を断ったと報じている。
ハッジ・アリの遺体は12月9日、ニューヨーク州マウントプレザントヴァルハラのケンシコ墓地に埋葬された。

## パフォーマンス

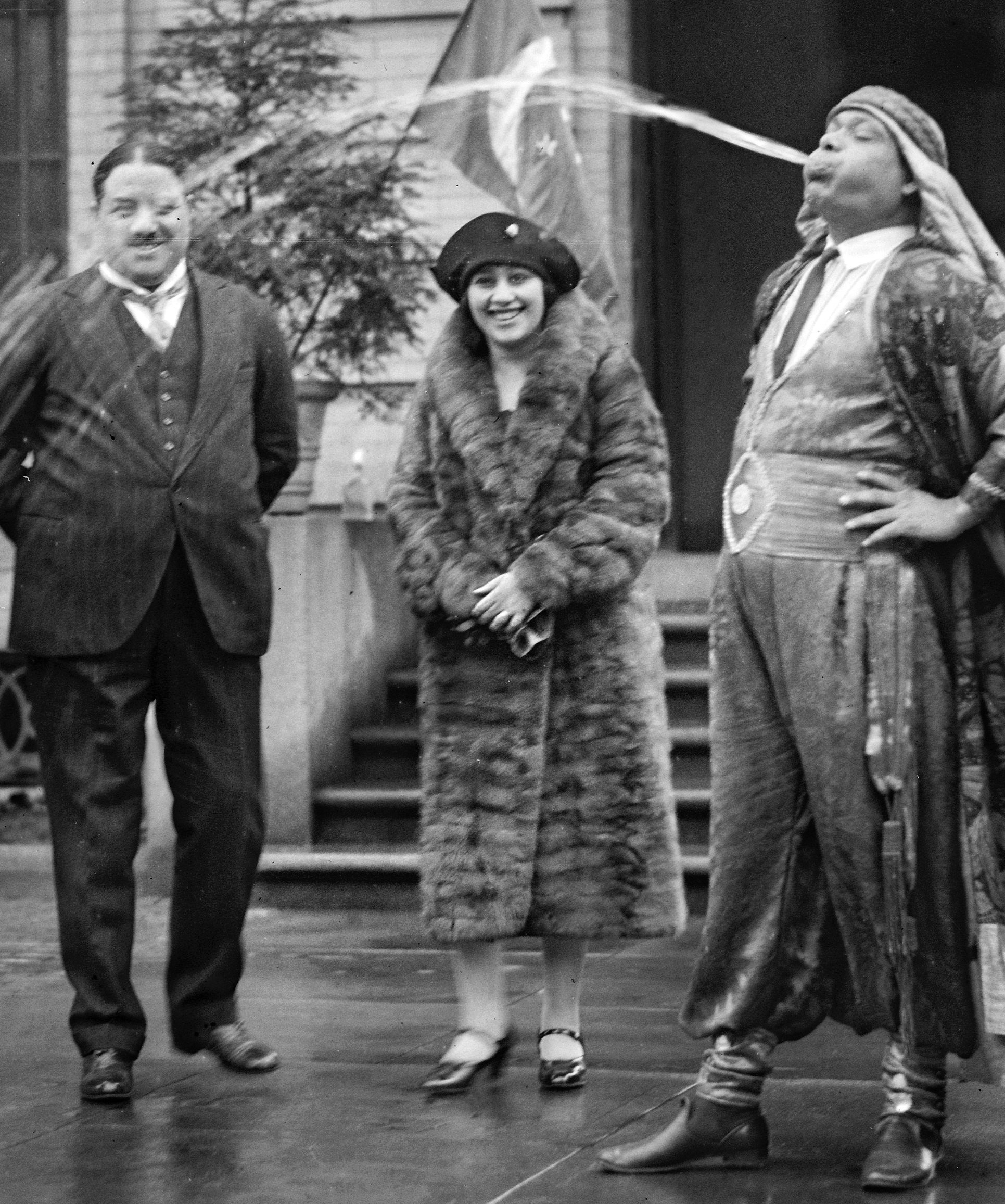
技術を披露するハッジ・アリ, 1927年

ハッジ・アリが最も得意とするのは「水の噴出」だった。一度にコップ60～100杯の水を飲んだ後、長い場合には1分ぐらいかけて吐き出すことができた。
得意なもう一つの技は、殻をむいていないヘーゼルナッツを40個ほど飲み込み、続いてアーモンドなど別のナッツを見込み、客が指定したナッツを一つずつ吐き出す、というものだった。さらに、色が異なるハンカチを数枚飲み込み、客が要求した順に取り出すこともできた。そのほか、生きた金魚、時計、コイン、コスチュームジュエリー、紙幣、桃の種、石、生きたネズミ、ボタン、ビリヤードボールなどを飲み込んだ。
別の技として、火の点いたタバコを何本も口に入れ、煙を飲み込んでしばらく時間を置いた後、噴火する火山のように長い時間をかけて煙を吐き出すことができた。
さらに別の技として、まず大量の水を飲み、次に1米パイント (0.47 L)の灯油を飲み、金属でできた家などの模型に灯された火に向かって、6フィート (1.8 m)離れた位置からまず灯油を細く吐き出して火を大きくし、続いて水を吐き出して火を消火した。

## 技の分析
ハッジ・アリの演技は、技ではなくトリックだ、とする意見が当時からあった。ハッジ・アリは公演の中で、これがトリックではないことを証明した。
いくつかの公演では、観客数人が舞台に招かれ、トリックの仕掛けが使われていないこと、つまりハッジ・アリが実際に問題の品物を飲み込み、それを吐き戻していることを身近で確認させた。また、ハッジ・アリはナッツを飲み込むトリックの最中に観客の中に入っていき、衣装から腹部を露出させて観客に撫でさせ、腹の中にナッツがあることを確認させた。
一方、1929年に新聞Lowell Sunは、医者のモリス・フィッシュバインの話として、ナッツは飲み込んだのではなく、口の中に含んだだけ、との推測を掲載した。また、フィッシュバインは、ハンカチのトリックは、ハンカチに色ごとに違う味を着けていた、と推測している。
ハッジ・アリの演技は簡単に言えば嘔吐ということになるが、ある新聞は「不快感や嫌悪感に近いものは一切ない」と報じている。もっとも、主催者が「ショーを台無しにしている」と判断して、出演期間が短縮されたこともある。脱出術で有名なハリー・フーディーニは1920年の著書「奇跡の仕掛け人とその手法」の中で「観衆を不快にさせるだろう」と述べている。
医学的な興味として分析されたこともある。1928年のThe Sheboygan Pressは、数人の医師が演技中のハッジ・アリを診察し、アリが実際に物を飲み込んでいることは確認できたが、「彼の技については謎に包まれたまま」と報じている。1926年のNaugatuck Daily Newsは「世界３大陸から医師があつまりこのダチョウ人間の胃の仕組みに頭を悩ませたが、成果は得られなかった。演技中にX線実験が行われたが、批判的な人々を納得させられるような結果が得られなかった」と報じている。なお、ここでダチョウに例えられたのはダチョウが「何でも食べる」ことで有名なため。

## 映画出演
ハッジ・アリの演技は、1930年の短編映画 Strange as It Seemsと、1931年のコメディアンローレル&ハーディのChickens Come Homeのスペイン語拡大版Politiqueriasである。ワーナー・ブラザースの1932年の映画Scarlet Dawn（ダグラス・フェアバンクス・ジュニアとナンシー・キャロル主演）で「トルコ人地主」の端役を演じた。
Politiqueriasのシーンは1977年のGizmo!、1999年のVaudevilleでも使われた。Vaudevilleはヴォードヴィルで行われた90の演技を2時間にわたって収録したドキュメンタリーである。このドキュメンタリーはアメリカの公共放送サービスのAmerican Mastersシリーズで何回も放映された。この脚本家兼監督は「このフィルムはカルーソーからゲロを吐いた男（ハッジ・アリのこと）まで、全てを収録している」と、語っている。 
サンダンス・チャンネル（米国の有料テレビ）のテレビ番組Iconoclastsでは、マジシャンのデビッド・ブレインが、ハッジ・アリが灯油と水を吐く映像を見せた後、「一番好きなマジシャンだ…これは現実のできごとで、それ以来誰もそれをやれていない…彼の名前はハッジ・アリ…彼は私の一番のお気に入りだ」とコメントしている。